# Gelbwurst

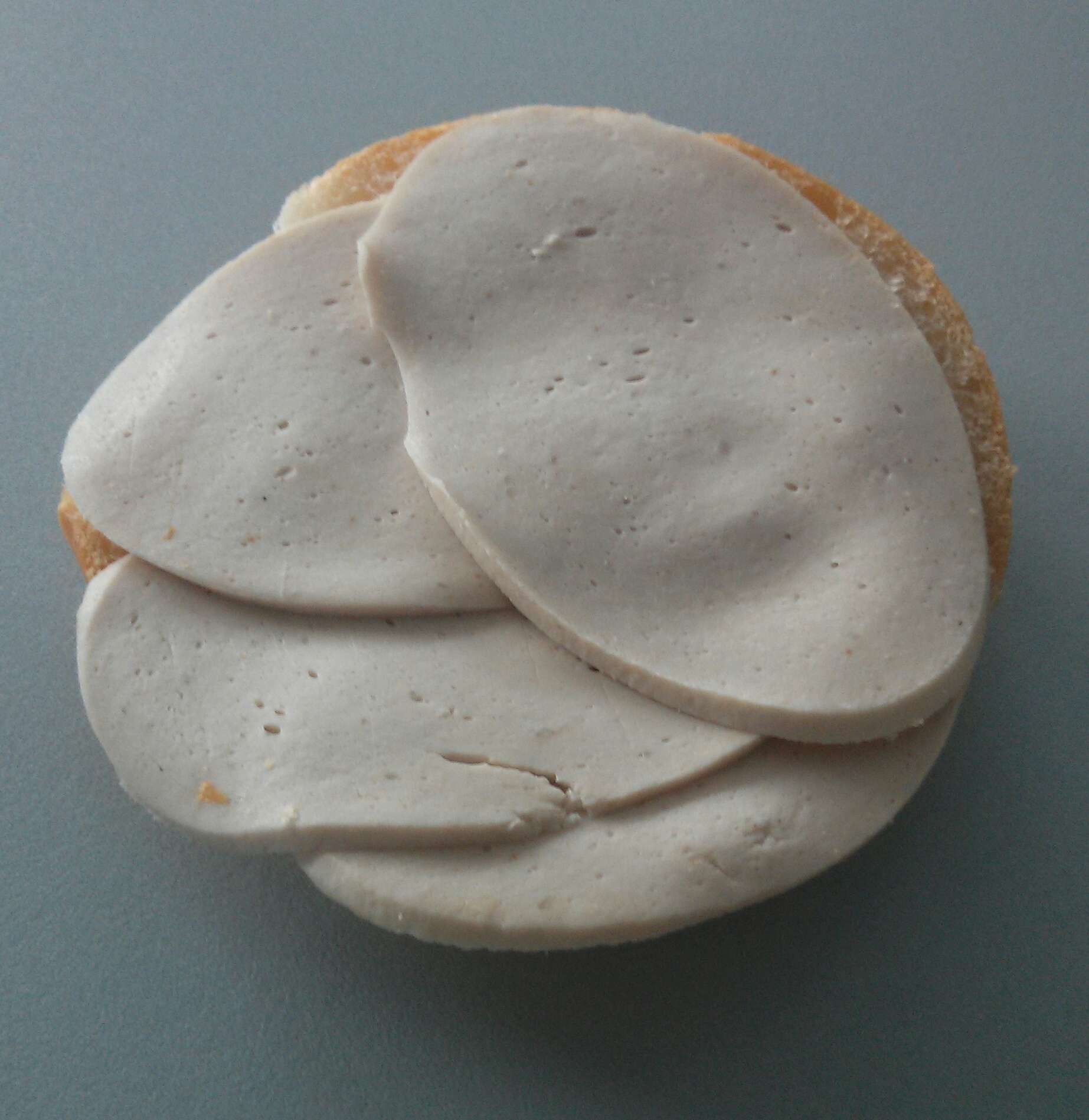
Gelbwurstaufschnitt auf einem Brötchen

Gelbwurst ist in Deutschland eine Brühwurstsorte aus fein zerkleinertem Brät. Das verwendete Fleisch ist nicht gepökelt, was ihre blasse Farbe im Vergleich zur ähnlichen Fleischwurst erklärt. Es gibt regional sowohl verschiedene Varianten als auch andere Bezeichnungen.

## Alternativbezeichnungen
Eine bekannte Bezeichnung der Wurst ist Hirnwurst. Dieser Name wurde mundartlich in Herrnwurst abgewandelt. Diese Bezeichnung rührt daher, dass ursprünglich ein Anteil Fleisch durch tierisches Hirn ersetzt wurde. Heutzutage ist die Zugabe von Hirn unüblich sowie die Verwendung von Rinderhirn seit Oktober 2000 auf Grund der BSE-Krise untersagt.
Die Bezeichnung Bayerische Gelbwurst ist eine ungeschützte Herkunftsangabe ohne Aussagekraft über die Zusammensetzung oder Verarbeitung der Wurst.
Bei der in Niedersachsen und Sachsen-Anhalt verbreiteten Bregenwurst oder Brägenwurst (von plattdeutsch Bregen für Hirn) handelt es sich nicht um Gelbwurst/Hirnwurst, sondern um eine rohe oder leicht geräucherte Mettwurstsorte.

## Herstellung
Je nach Rezept, Region und Epoche variieren die Angaben zu den Eigenschaften der Wurst deutlich. In Deutschland werden bei der Herstellung von Wurstsorten meist Standardrezepte verwendet, Beispiel dafür ist das Buch Die Fabrikation feiner Fleisch- und Wurstwaren. Für die Herstellung verwendet man sehnenarmes Schweinefleisch und Schweinebauch ohne Schwarte bzw. Speck. Dieses wird langsam unter Zugabe von Eisschnee und Eis gekuttert, bis es ein feines Brät ist. Typische Gewürze sind Speisesalz, Pfeffer, Mazis, Ingwer, Kardamom und Zitronenpulver. Die Masse wird üblicherweise in – zumeist gelbe – Kunstdärme mit einem Kaliber von 50 bis 60 mm zu einem Gewicht von ca. 1000 Gramm abgefüllt. Gelbwurst soll nach dem Brühen eine strahlend weiße Anschnittfläche haben. Wenn andere Zutaten wie z. B. Rindfleisch verwendet werden, verändert sich die Farbe ins Gräuliche. Von anderen Brühwürsten wie Lyoner unterscheidet sich die Wurst vor allem durch die fehlende Rötung mit Pökelsalz.
Für die Varianten Hannoversche Hirnwurst und Hannoversche Bregenwurst wird jeweils zerkleinerte Zwiebel zum Wurstbrät hinzugegeben. Als Weißwurst bezeichnet man die Wurst, wenn Naturdärme mit einem Durchmesser bis zu 75 mm verwendet werden.
Vor allem in Bayern wird die Gelbwurst oft mit fein gehackter Petersilie versetzt, was sie grün-gesprenkelt erscheinen lässt.
Gemäß dem Deutschen Lebensmittelbuch darf für die Herstellung von Gelbwurst zusätzlich Jungrindfleisch verwendet werden. Es beschreibt die Möglichkeit, dass gefärbte oder gelb pigmentierte Wursthüllen zum Einsatz kommen.

## Frankfurter Gelbwurst
Für die Herstellung verwendet man sehnenreiches Schweinefleisch, Speck, Schweinebacken und entsehntes Kalbfleisch. Die Herstellung entspricht der normalen Gelbwurst, außer der Bearbeitung der Wursthülle. Nach dem Brühen werden die verwendeten Schweinefettenden mit einer Wasser-Safran-Lösung bestrichen. Diese soll lediglich den Darm färben, nicht jedoch das Wurstbrät. Wenn andere Darmteile, wie z. B. der Mitteldarm, verwendet werden, darf nicht der Name Frankfurter Gelbwurst verwendet werden.